# Дичок
Дичо́к — в лесоводстве: древесное растение естественного происхождения в возрасте от двух до трёх лет, используемое в качестве посадочного материала.
В плодоводстве: сеянец, используемый как подвой.

## Лесное хозяйство
В лесном хозяйстве к дичкам относят деревце, появившееся при естественном возобновлении лесной площади, преимущественно от семян, а также от корневых отпрысков и случайных отводков, которым пользуются, как культурным материалом, при возобновлении или разведении леса искусственным способом. Дички удобно получаются также с распаханных участков, бывших в сельскохозяйственном пользовании и пограничных с взрослыми лесонасаждениями от налёта семян, с которых появляются на них всходы, а равно на обочинах недавно проведённых дорог и т. п. Такие же дички могут быть получены и из густых посевов. Это наиболее дешёвый культурный материал, но он менее надёжен для посадки, чем сеянцы и саженцы, взятые из питомника и школы, во многом уступая последним по развитию корневой системы. Для исправления, по возможности, последнего недостатка пересаживают иногда дички на два — три года в школу и уже затем высаживают на культивируемую площадь. Лучший возраст для посадки дичка один — два, много три года, наиболее же пригодны те древесные лесные породы, у которых корни развиваются в первые годы преимущественно в верхних слоях почвы, как, например, ель, берёза, ольха; менее пригоден дуб; сосна даёт хорошие дички только однолетние и притом на не особенно рыхлой почве, в более же старшем возрасте требует предварительной высадки в школу.

## Садоводство
В садоводстве дичок состоит из деревца или кустарника семенного дикорастущего, искусственно выращенного из семян, корневого отпрыска или происшедшего от посадки черенка и служит для прививки благородных сортов плодовых, цветочных и декоративных растений. Практика показывает, что лучшими дичками могут быть только деревца, искусственно выращенные из семян и в надлежащее время пересаженные. Между дичками и привоем требуется близкое родство: лучше всего, если они оба одного и того же вида; но иногда могут быть и различных видов одного рода или даже разных родов одного и того же семейства. Так, для разных сортов яблок дичком может быть сибирская, китайская и даже райская яблоня, менее пригодна рябина и совершенно не пригодны вишня и слива; для сортов груши дичками служат лесная или дикая груша, айва и боярышник (Crataegus monogyna), менее пригодна сибирская яблоня и рябина; для сортов вишни хороший дичок лесная и душистая, а также, отчасти, и кустовая вишня; для сортов сливы — домашняя слива, вишнеслива (мирабель) и Prunus insititia, мало же пригоден тёрн; для абрикоса, кроме собственных его видов — Prunus cerasifera Ehrh. и Prunus insititia L.; для персика — разные его виды, абрикос, домашняя слива, вишнеслива и миндаль; для крыжовника и смородины, как штамба — жёлтая смородина (Ribes aureum); для апельсинных деревьев — лимон; для редких сортов рябины и боярышника — Crataegus oxyacantha и Crataegus monogyna; для разных сортов роз — шиповник собачий (Rosa canina). Этот выбор основан на опыте; влияние же прививки на дички и наоборот до сих пор мало исследованы, и мнения авторитетов садоводов по данному вопросу весьма различны.